# Imunologické privilegium
Některá místa v těle se těší tzv. imunologickému privilegiu. Na takových místech nedochází při setkání s cizorodým antigenem k rozvoji zánětlivé imunitní reakce, ale naopak k rozvoji tolerance vůči danému antigenu. Typickým příkladem tkáně, která s sebou do organismu přináší cizorodé antigeny je transplantát. Když dojde k rozpoznání antigenů imunitním systémem následuje rozvoj imunitní reakce, která napadne transplantát. Oproti tomu, když dojde k transplantaci v místě s imunologickým privilegiem, transplantovaná tkáň může přežít po delší dobu aniž by došlo k odhojení. Mezi místa s imunologickým privilegiem byla dříve zařazena:
- mozek, ale dnes už je známo, že v centrální nervové soustavě (CNS) přispívají buňky imunitního systému k udržování neurogeneze a k rozvoji schopnosti prostorového učení v dospělosti[2]
- oči
- placenta a plod
- varlata

Do určité míry je možné za místa s imunologickým privilegiem považovat i kloubní chrupavky.
Imunologické privilegium pravděpodobně vzniklo jako evoluční adaptace, která chrání životně důležité struktury před potenciálně ničivými důsledky zánětlivé imunitní reakce. V mozku nebo v oku může zánět a s ním související otok vést až k úplné ztrátě funkce. V případě plodu může zánětlivá imunitní reakce vést k samovolnému potratu.
V lidské medicíně se poznatky o imunologickém privilegiu využívají při transplantacích rohovky.

## Mechanismus
Antigeny z míst s imunitním privilegiem interagují s T buňkami nezvyklým způsobem, který ve výsledku vede k navození tolerance namísto očekávané ničivé imunitní odpovědi. Imunologické privilegium se vyvinulo spíše jako aktivní než pasivní mechanismus.
Jedním z hlavních mechanismů vzniku imunologického privilegia na daném místě, je přítomnost fyzických struktur okolo privilegovaného místa, které brání odtoku lymfy, čímž omezují přístup buněk imunitního systému na dané místo. Mezi další faktory, které přispívají k udržení imunologického privilegia patří:
- nízká exprese klasických MHC I molekul
- exprese neklasických MHC Ib molekul, které jsou typické nízkým polymorfismem a mají imunoregulační funkci
- zvýšená exprese povrchových molekul, které inhibují aktivaci komplementu
- lokální produkce imunosupresivních cytokinů, např.: TGF-β[8]
- přítomnost neuropeptidů
- konstitutivní exprese Fas ligandu, který kontroluje vstup Fas-exprimujících lymfatických buněk[1][9]

Tím, že jsou imunoprivilegovaná místa izolovaná od zbytku těla, může na nich dojít k rozvoji autoimunitních poruch, mezi které patří například sympatická oftalmie v oku.

## Imunologicky privilegovaná místa

### Oko
Vedle mechanismů, které fyzicky omezují vstup imunitních buněk do oka a způsobují potlačení imunitní odpovědi jsou v oku i aktivní buňky imunitního systému, které cílí na cizorodé antigeny. Tyto buňky interagují s imunitním systémem, což vede k potlačení (supresi) systematické imunitní odpovědi cílené na antigeny. Tento jev se nazývá Anterior Chamber Associated Immune Deviation (ACAID).
Sympatická oftalmie je vzácné onemocnění, které vzniká v důsledku izolace oka od systematické imunitní odpovědi. Obvykle dojde k rozvoji onemocnění po traumatu oka, kdy se uvolní oční antigeny, které jsou rozpoznány antigen prezentujícími buňkami (APC) mezi které patří makrofágy nebo dendritické buňky. Tyto APC nesou antigen do spádové mízní uzliny, kde dojde k prezentaci antigenu T buňkám a B buňkám. Poté, co dojde k prezentaci imunitnímu systému, jsou antigeny identifikovány jako cizorodé a dojde k rozvoji imunitní reakce. Výsledkem je tak vznik přecitlivělosti vůči vlastním proteinům, která vede k autoimunitní reakci cílené na poškozené i zdravé oko.
V takovém případě imunologické privilegium funguje proti oku. Za normálních okolností se T buňky setkávají s vlastními antigeny během vývoje. T buňky, které vážou vlastní antigeny jsou vystaveny anergii, která vede k jejich inaktivaci a likvidaci. Tento mechanismus zabraňuje rozvoji autoimunitních poruch v budoucnosti. Fyzická izolace však brání prezentaci očních antigenů T buňkám. Experimenty prováděné na myších ukazují, že nedostatečná prezentace očních antigenů příslušným T buňkám vede k nedostatečné anergii a později tak k neschopnosti rozpoznat vlastní antigeny. I když je díky fyzickým překážkám zabráněno aktivaci autoreaktivních imunitních buněk v oku, v případě traumatického poškození a následné prezentace antigenu T buňkám dochází k nepřiměřeně silné imunitní reakce.

### Placenta a plod
Imunitní systém matky je schopen zabránit rozvoji mikrobiálních infekcí aniž by došlo k imunitní reakci cílené na tkáně plodu, které exprimují aloantigeny pocházející od otce. Hlubší porozumění imunologie těhotenství by mohlo vést k objasnění důvodů pro samovolné potraty.
Zdá se, že regulační T buňky hrají důležitou roli v udržování tolerance vůči fetálním antigenům. Během normálního, fyziologického těhotenství dochází ke zvýšení počtu regulačních T buněk v matčině krvi. Jak v myších modelech tak u testovaných žen byla objevena silná korelace mezi sníženým počtem regulačních T buněk a samovolným potratem. Při experimentech na březích myších, došlo k transferu CD4+/CD25+ regulačních T buněk z normálních březích myší do myší náchylných k samovolnému potratu. U myší náchylných k potratu byla díky transferu regulačních T buněk udržena březost. Tento experiment potvrdil význam regulačních T buněk pro udržení těhotenství/březosti.
Existuje řada dalších teorií, které vysvětlují mechanismus udržení tolerance vůči plodu v průběhu těhotenství/březosti. Takovým mechanismem by mohlo například být tolerantní mikroprostředí na rozhraní mezi matkou a plodem tvořené regulačními T buňkami, které produkují "tolerantní molekuly". Mezi tyto molekuly patří například: hem oxygenáza 1 (HO-1), leukemický inhibiční faktor (LIF), transformující růstový faktor β (TGF-β) a interleukin 10 (IL-10).

### Varlata
Spermie jsou imunogenní buňky. V případě transplantace z varlat do jiné části těla vyvolají imunitní reakci. Imunogenicita spermií byla prokázána v mnoha experimentech provedených Lansteinerem (1899) a Metchinikoffem (1900) na krysách, myších a morčatech. Pravděpodobný důvod pro imunogenicitu spermií je, že poprvé plně dozrají až v období puberty tedy poté, kdy je ustanovena centrální tolerance. Tím pádem rozpoznává imunitní systém antigeny přítomné na spermiích jako cizí a spustí proti nim imunitní reakci. Proto je nutné, aby ve varlatech existovaly mechanismy, které spermie ochrání a zabrání rozvoji autoimunitní reakce. Bariéra mezi krví a varlaty (blood-testis barrier = BTB) je jedním z hlavních mechanismů ochrany spermií. Nicméně je nepravděpodobné, že by BTB dokázala zajistit veškerou imunologickou ochranu a potlačení imunitních reakcí ve varlatech. Existují pro to dva argumenty, zaprvé v oblasti rete testis je BTB neúplná a za druhé mimo BTB se vyskytují imunogenní molekuly a to na povrchu spermatogonií. Dalším důležitou složkou ochrany spermií před autoimunitní reakcí jsou Sertoliho buňky. Vytváří bariéru Sertoliho buněk, která doplňuje BTB. Ochrana spermií je docílena vznikem těsných spojení (tight junctions) mezi sousedícími Sertoliho buňkami. Dalším mechanismem, který se také podílí na ochraně spermií před imunitním systémem je potlačení imunitní odpovědi ve varlatech.

### Centrální nervový systém
Centrální nervový systém (CNS) se skládá z mozku a míchy. Jedná se velice citlivý systém s vysoce omezenou schopností regenerace. Z toho důvodu bylo imunologické privilegium CNS považováno za zásadní, aby se předešlo zánětlivé imunitní reakci a s ní souvisejícímu otoku. Hematoencefalická bariéra hraje důležitou roli v oddělení CNS od imunitního systému, ale jako taková nezajišťuje imunologické privilegium. Míra imunologického privilegia se pravděpodobně liší podle konkrétního místa v CNS. Nejvíce je imunologické privilegium patrné v bílé hmotě.
CNS nepatří mezi typické příklady orgánů s imunologickým privilegiem. Tento koncept byl v poslední dvaceti letech významně zpochybněn. Nyní jsou již k dispozici data z experimentů, která nejen potvrzují přítomnost makrofágů v CNS (známé pod termínem mikroglie), ale zároveň poskytují důkazy o aktivní interakci CNS s periferními imunitními buňkami.
Ve zdravé (neporaněné) tkáni jsou antigeny navázány na antigen prezentující buňky a společně s nimi odvedeny do mízních uzlin. Případně mohou být rozpustné antigeny odvedeny do mízních uzlin přímo. V CNS však nejsou dendritické buňky přítomné v perivaskulárním prostoru, ale jen v mozkových blánách a plexus choroideus. V CNS je tak jen omezená možnost prezentovat antigeny T buňkám a způsobit jejich aktivaci.
I když CNS jako takový nemá žádné vlastní spádové mízní uzliny, experimentálně bylo prokázáno, že antigeny z CNS putují do krčních mízních uzlin. Imunitní odpověď vyvolaná v lymfatických uzlinách proti antigenům z CNS je převážně B buněčná. Dendritické buňky z mozkomíšního moku byly pozorovány v B buněčných folikulech krčních mízních uzlin. Tím, že dochází spíše k rozvoji B buněčné odpovědi je menší pravděpodobnost vzniku nebezpečné zánětlivé T buněčné odpovědi.
V experimentech již byla dříve prokázána tendence k rozvoji systematické tolerance vůči antigenům z CNS.

## Využití v medicíně
Molekulární mechanismy imunologického privilegia mají potenciální využití při transplantacích a to zejména alotransplantacích. V porovnání s kožními alotransplantáty, které se odhojí téměř ve 100% případů, alotransplantáty rohovky dlouhodobě přežívají u 50 až 90% pacientů. Významným faktem při transplantacích z imunologicky privilegovaných míst je nepotřebnost imunosupresiv, která jsou běžně nasazována, dokonce doživotně, u ostatních typů transplantátů. Výsledky experimentů poukazují na možnost využití ACAID a jeho protizánětlivých účinků a možnost aktivace regulačních T buněk, která by mohla zvýšit počet dlouhodobě přežívajících alotransplantátů bez nutnosti použití imunosupresiv.
Další možností využití imunologického privilegia je genová terapie. Sertoliho buňky byly použity v experimentech na produkci inzulinu u diabetických myší. Sertoliho buňky byly upraveny pomocí genového inženýrství za využití rekombinantního lentiviru, tak, aby samy produkovaly inzulin a následně byly takto upravené Sertoliho buňky transplantovány do myší. Přestože byly výsledky pouze krátkodobé, vědcům se podařilo docílit produkce inzulinu. Potvrdili, že Sertoliho buňky skrývají jistý potenciál pro využití v buněčné terapii.
Sertoliho buňky byly také experimentálně testovány k využití jejich imunosupresivních účinků. Byly experimentálně využity k ochraně a výživě Langerhansových ostrůvků, které produkovaly inzulin v myších s diabetes mellitus I. Ostrůvky chráněné Sertoliho buňkami přežívaly výrazně déle než ostrůvky nechráněné. Nicméně stále je potřeba provést více experimentů než budou nabyté poznatky uplatnitelné v lidské medicíně.

## Historie výzkumu imunologického privilegia
První zmínky o imunologickém privilegiu pochází z konce 19. století, kdy na jeho existenci v oku přišel Peter Medawar a začal jej podrobněji zkoumat. Jeho původní chápání tohoto fenoménu bylo spjato s fyzickými bariérami, které měly znemožnit veškeré rozpoznání imunitním systémem a zabránit rozvoji imunitní reakce. Medawarovi následovníci objevili řadu dalších mechanismů, které blíže objasnily principy spjaté s rozvojem, udržením a možným využitím imunologického privilegia.